# Arbeitsgericht Königsberg (Preußen)
Das Arbeitsgericht Königsberg (Preußen) war ein preußisches Arbeitsgericht mit Sitz in Königsberg (Preußen).

## Geschichte
Gemäß Arbeitsgerichtsgesetz vom 23. Dezember 1926 wurden in Deutschland Arbeitsgerichte gebildet. Diese waren nur in der ersten Instanz unabhängig, die Landesarbeitsgerichte waren den Landgerichten zugeordnet. Am Landgericht Königsberg entstand so 1927 das Landesarbeitsgericht Königsberg als einziges Landesarbeitsgericht im Bezirk des Oberlandesgerichtes Königsberg. In Königsberg entstand das Arbeitsgericht Königsberg (Preußen). Sein Sprengel umfasste die Bezirke der Amtsgerichte Fischhausen, Königsberg und Pillau. Es bestand jeweils eine Kammer für Arbeiter und Angestellte sowie eine Kammer für Handwerk, die auch für die Arbeitsgerichte Labiau und Wehlau zuständig war. Daneben bestand eine vierte Kammer für den Reichsbahndirektionsbezirk Königsberg.
1945 wurde der Arbeitsgerichtsbezirk unter polnische Verwaltung gestellt und die deutschen Einwohner wurden vertrieben. Damit endete auch die Geschichte des Arbeitsgerichts Königsberg (Preußen).